# 21. октобар
21. октобар (21.10.) је 294. дан у години по грегоријанском календару (295. у преступној години). До краја године има још 71 дан.

## Догађаји
- 1096 — Селџучка војска Килиџ Арслана је уништила војску сељака-крсташа на њеном путу ка Никеји.
- 1097 — Први крсташки рат: крсташи започели опсаду Антиохије.
- 1520 — Фердинанд Магелан је открио пролаз који спаја Атлантик с Пацификом, који се данас, у његову част, назива Магеланов пролаз.
- 1600 — Токугава Ијејасу је поразио вође супарничких јапанских кланова у бици код Секигахаре, што означава почетак Токугава шогуната.
- 1805 — У бици код Трафалгара Британци под Хорејшиом Нелсоном поразили су француско-шпанску флоту без иједног изгубљеног брода.
- 1879 — Томас Алва Едисон извршио је у лабораторији у Њу Џерсију пробу сијалице са графитним нитима.
- 1938 — Јапанске трупе су после неколико месеци бомбардовања заузеле кинески град Кантон.
- 1941 — Немци су у Крагујевцу у Другом светском рату стрељали око 3.000 становника Крагујевца и околних места, а међу њима је било и 300 крагујевачких ученика и петнаесторо деце старости између 8 и 15 година. Након Другог светског рата владало је мишљење да је страдало 7.000 цивила. Према подацима историчара и некадашњег кустоса музеја у Шумарицама Станише Бркића, тог дана је стрељано 2.796 лица.
- 1943 — Ликвидиран највећи јеврејски гето у Минску
- 1944 — Америчке трупе су заузеле Ахен, први већи немачки град који су у Другом светском рату освојили савезници.
- 1945 — На изборима у Француској први пут су гласале жене.
- 1950 — Кинеске трупе почеле су окупацију Тибета.
- 1969 — Вили Брант је формирао коалициону владу социјалдемократа и либерала и постао први социјалдемократски канцелар Западне Немачке.
- 1986 — САД су наредиле педесетпеторици совјетских дипломата да напусте земљу до 1. новембра као одговор на протеривање петорице америчких дипломата из Москве.
- 1991 — На основу одлуке Председништва СФР Југославије јединице Југословенске народне армије напустиле су Словенију.
- 1994 — САД и Северна Кореја су потписале споразум према којем ће Пјонгјанг замрзнути и потом напустити нуклеарни програм.
- 1997 — Мило Ђукановић, премијер Црне Горе  победио је на председничким изборима Момира Булатовића, дотадашњег председника, који је имао подршку председника Србије Слободана Милошевића. Тиме је знатно смањен Милошевићев утицај у Црној Гори, а нови црногорски председник усмерио је своју политику на издвајање из југословенске федерације.
- 2001 — Југословенски генерал у пензији Павле Стругар доборовољно се предао Међународном суду за ратне злочине у Хагу, који га је у фебруару месецу оптужио за кршење закона и обичаја рата на подручју Дубровника 1991. Он је био први официр бивше Југословенске народне армије који се добровољно предао овом суду.
- 2002 — Хашки трибунал отпечатио је оптужнице против Драга Николића, Вујадина Поповића и Љубише Беаре, које их терете за учешће у злочинима почињеним у Сребреници, јула 1995, након што су снаге Војске Републике Српске преузеле контролу над тим градом.

## Рођења
- 1328 — Цар Хунг-ву из династије Минг, кинески цар. (прем. 1398)
- 1449 — Џорџ Плантагенет, војвода од Кларенса. (прем. 1478)
- 1650 — Жан Бар, француски адмирал. (прем. 1702)
- 1725 — Франц Ласи, аустријски фелдмаршал. (прем. 1801)
- 1757 — Пјер Ожеро, француски војсковођа и маршал. (прем. 1816)
- 1772 — Семјуел Тејлор Колриџ, енглески писац и мислилац. (прем. 1834)
- 1790 — Алфонс де Ламартин, француски књижевник и политичар. (прем. 1869)
- 1833 — Алфред Нобел, шведски хемичар, индустријалац и проналазач. (прем. 1896)
- 1877 — Освалд Ејвери, амерички лекар и медицински истраживач. (прем. 1955)
- 1917 — Дизи Гилеспи, амерички џез музичар (трубач, певач, композитор). (прем. 1993)
- 1929 — Урсула Ле Гвин, америчка списатељица. (прем. 2018)
- 1942 — Џуди Шајндлин, амерички адвокат, ТВ личност и списатељица.
- 1943 — Тарик Али, британски историчар, романописац, режисер, политички активиста и коментатор.
- 1945 — Еверет Макгил, амерички глумац.
- 1945 — Никита Михалков, руски режисер и глумац.[1]
- 1947 — Даринка Јеврић, српска песникиња и новинар. (прем. 2007)[2]
- 1949 — Мишел Бријер, канадски хокејаш. (прем. 1971)
- 1949 — Бенјамин Нетанјаху, израелски политичар.
- 1955 — Милош Радовић, српски сценариста и редитељ, творац Отворених врата
- 1956 — Кери Фишер, америчка глумица. (прем. 2016)
- 1956 — Андро Кнего, хрватски кошаркаш.
- 1957 — Волфганг Кетерле, немачки физичар, добитник Нобелове награде за физику (2001).
- 1958 — Андреј Гејм, холандско-британски физичар руског порекла, добитник Нобелове награде за физику (2010).
- 1959 — Кен Ватанабе, јапански глумац.
- 1965:
  - Јон Андони Гоикоечеа, шпански фудбалер.
  - Јожек Хорват Муц, словеначки и ромски књижевник и ромолог
- 1971 — Никола Дамјанац, српски фудбалски голман.
- 1972 — Александар Стојковић, српско-босанскохерцеговачки глумац.
- 1980 — Ким Кардашијан, америчка јавна личност, модел и глумица.
- 1981 — Немања Видић, српски фудбалер.
- 1981 — Мартин Кастрођовани, италијански рагбиста.
- 1982 — Џејмс Вајт, амерички кошаркаш.
- 1984 — Ана Богданова, руска атлетичарка.
- 1986 — Милан Вилотић, српски фудбалер.
- 1987 — Андреј Гречин, руски пливач.
- 1990 — Рики Рубио, шпански кошаркаш.
- 1992 — Бернард Томић, аустралијски тенисер.
- 1997 — Никола Танасковић, српски кошаркаш.

## Смрти
- 1096 — Валтер без Земље, вођа сељачког крсташког рата.
- 1125 — Козма Прашки, чешки свештеник, писац и историчар. (рођ. 1045)
- 1266 — Биргер Јарл, краљ Шведске. (рођ. 1210)
- 1422 — Карло VI Луди, француски краљ. (рођ. 1368)
- 1765 — Ђовани Паоло Панини, италијански сликар и архитекта. (рођ. 1691)
- 1805 — Хорејшио Нелсон, британски поморац и адмирал. (рођ. 1758)
- 1931 — Артур Шницлер, аустријски приповедач и драматург. (рођ. 1862)
- 1969 — Џек Керуак, амерички писац и један од оснивача битничког покрета. (рођ. 1922)
- 1969 — Вацлав Сјерпињски, пољски математичар. (рођ. 1882)
- 1978 — Анастас Микојан, совјетски политичар, револуционар и дипломата. (рођ. 1895)
- 1980 — Ханс Аспергер, аусријски лекар. (рођ. 1906)
- 1984 — Франсоа Трифо, француски филмски режисер. (рођ. 1932)
- 1990 — Дени Шамун, вођа либанске Националне либералне партије. (рођ. 1934)
- 2014 — Марија Црнобори, југословенска глумица. (рођ. 1918)

## Празници и дани сећања
- Србија:
  - Дан сећања на српске жртве у Другом светском рату[3]
- Српска православна црква слави:
  - Преподобни Иларион Велики